# Josep Antoni Grimalt i Gomila
Josep Antoni Grimalt i Gomila (Felanitx, Mallorca, 30 de juny de 1938 - 22 d'agost de 2024) fou un filòleg, professor i escriptor mallorquí.

## Biografia
Un cop acabat el batxillerat i aprovat el preuniversitari el 1955 comença estudiar Dret a la Universitat de Barcelona. El 1960 es llicencia per la Universitat de Madrid. El 1961 es veu obligat a complir el servei militar i és destinat a Al-Aaiun al Sàhara Occidental. Intentà presentar-se a oposicions per a notari, però finalment es llicencià en filologia romànica el 1971.
Encara soldat, el 1962 el destinen a Las Palmas de Gran Canària, on assisteix a una representació en castellà de l'obra El Cardenal d'Espanya, de Henry de Montherlant, que l'impressiona vivament. A partir d'aquí, i havent tingut notícia de la convocatòria d'un premi Ciutat de Palma destinat a un estudi sobre l'Aplec de rondalles d'Alcover, neix en ell la idea de fer-ne un quan les circumstàncies li ho permetin.

### Escriptor
El 20 de gener de 1963 queda finalista al premi Gabriel Maura dels Ciutat de Palma amb la novel·la breu Història d'una dama i un lloro, que publica l'Editorial Moll el 1965. El mateix any Edicions 62 li encarrega la correcció de les Obres completes de Llorenç Villalonga. Actualment té cura de la nova edició, de la qual han aparegut tres volums publicats el 1988, el 1993 i el 1998.
Convençut que la seva vocació vertadera són les Lletres, Josep A. Grimalt, empès pel poeta Miquel Bauçà, es torna a matricular a la universitat el 1966. Així, es llicencia en Filologia Romànica Hispànica amb premi extraordinari de llicenciatura (1971), amb una tesi de final de carrera titulada Els articles de la llengua col·loquial de Mallorca. Tot seguit, és professor contractat a la delegació de Mallorca de la Universitat de Barcelona i el 1975 es doctora en Filologia Romànica Hispànica amb la tesi La catalogació de les rondalles de mossèn Alcover com a introducció a llur estudi. Poc després és professor adjunt de Gramàtica general i Crítica literària per oposició (1979), fins que el 2002 esdevé catedràtic de Filologia Catalana de la Universitat de les Illes Balears. Des del 2004 és catedràtic emèrit.
Estudiós de les rondalles mallorquines, tingué cura de l'edició de l'Aplec de rondalles mallorquines d'en Jordi des Racó d'Antoni Maria Alcover, que realitza amb la col·laboració de Jaume Guiscafrè. Ha traduït al català La princesa de Clèveris (1990), de Madame de La Fayette, i La guineu i el raïm (1993), de Guilherme Figueiredo. També va impartir conferències, comunicacions i ponències sobre rondallística, llengua catalana i temàtica bíblica en la literatura, i fou membre del jurat de diversos premis literaris, tant de novel·la com de teatre.

### Premsa
Va col·laborar assíduament amb articles d'investigació en diverses revistes especialitzades i amb articles d'opinió a la premsa general. En aquest aspecte destaca «Més enllà de la gramàtica», sèrie d'articles de comentaris lingüístics publicats setmanalment al Diario de Mallorca (2003-2005). D'altres revistes on va col·laborar són Mayurqa, Felanitx, Randa, Caligrama, Fabula. Zeitschrift für Erzählforschung, Revista d'Etnologia de Catalunya, Pissarra, El Mirall, Cahiers de littérature orale, Estudos de literatura oral o Llengua & Literatura.
D'altra banda, la seva col·laboració en els mitjans de comunicació s'estengué al món de la ràdio i televisió. A partir de 1980 participà setmanalment en el programa Mallorca al vent, emès per Ràdio Popular de Mallorca, amb comentaris i entrevistes teatrals. També amb caràcter setmanal, col·laborà en l'espai de divulgació lingüística Punt de trobada, emès en aquest cas pel centre de les Balears d'Onda Cero (2000-2001). Així mateix, realitzà diverses col·laboracions en la televisió amb el programa Lletra menuda (1986-1988) i Parlant en plata (2004-2006), tots dos emesos pel centre local de Televisió Espanyola.

### Distincions
Arran de la seva tasca cultural, rebé el Premi Bartomeu Oliver dels 31 de Desembre atorgat per l'Obra Cultural Balear (1988), el Reconeixement de mèrits per l'Ajuntament de Manacor (1991) i una distinció atorgada per la cadena COPE Mallorca (1996). El 2023 rebé la Medalla de la Ciutat de Felanitx.
Fou membre de l'AELC.

## Obres
- La catalogació de les rondalles de mossèn Alcover com a introducció a llur estudi (1975), tesi doctoral
- Gramàtica i urbanitat (1990)
- La figura de Judes a la literatura (Notes per a un estudi sobre hipertextualitat) (2004).

## Premis
- Finalista del Premi Gabriel Maura de Ciutat de Palma de narrativa (1965): Història d'una dama i un lloro.
- Premi Bartomeu Oliver dels "31 de Desembre" per l'Obra Cultural Balear (1988).
- Reconeixement de mèrits per l'Ajuntament de Manacor, del Patronat de l'Escola Municipal de Mallorquí (1991).
- Distinció atorgada per la cadena COPE Mallorca (1996).